# Dennis Uphill
Edward Dennis Herbert Uphill (Bath, 11 agosto 1931 – Watford, 7 febbraio 2007) è stato un calciatore inglese, di ruolo attaccante.

## Carriera
Dopo aver giocato nelle giovanili dei semiprofessionisti del Finchley Uphill nel 1949 passa al Tottenham, club londinese militante nella seconda divisione inglese, che vince il campionato ma con cui il giovane attaccante di Bath non scende mai in campo durante la sua prima stagione; nella stagione 1950-1951, nella quale gli Spurs da neopromossi vincono il campionato, Uphill esordisce invece tra i professionisti e, all'età di 19 anni, gioca 2 partite e segna un gol. Gioca poi 2 partite anche durante la stagione 1951-1952 e 2 partite (con un secondo gol segnato) durante la stagione 1952-1953, per poi nel febbraio del 1953 passare insieme al compagno di squadra Harry Robshaw (e a 6000 sterline) al Reading in cambio di Johnny Brooks. Con i Royals oltre a concludere gli ultimi mesi della stagione 1952-1953 trascorre anche la stagione 1953-1954 e la stagione 1954-1955, per un totale di 92 presenze e 42 reti nel campionato di terza divisione. Successivamente dall'ottobre del 1955 al marzo del 1957 gioca con il Coventry City, con cui segna in totale 16 reti in 49 presenze in terza divisione, categoria in cui poi gioca anche con il Mansfield Town dal marzo del 1957 al gennaio del 1959 (83 presenze e 38 reti il suo bilancio in incontri di campionato con la maglia degli Stags). Dal gennaio del 1959 al termine della stagione 1959-1960 gioca invece in quarta divisione nel Watford, con cui mette a segno 30 reti in 51 partite giocate, conquistando anche una promozione in terza divisione al termine della sua seconda stagione con la maglia degli Hornets. Nell'estate del 1960 si trasferisce poi ai londinesi del Crystal Palace: con i Glaziers rimane in squadra per tre stagioni consecutive, la prima delle quali in quarta divisione (categoria dalla quale nella stagione 1960-1961 conquista un'altra promozione, la sua seconda consecutiva) e le rimanenti due in terza divisione, per un totale di 63 presenze e 17 reti in partite di campionato. Si ritira infine nel 1964, all'età di 33 anni, dopo un'ultima stagione trascorsa giocando a livello semiprofessionistico con il Rugby Town.
In carriera ha totalizzato complessivamente 344 presenze e 145 reti nei campionati della Football League.

## Palmarès

### Club

#### Competizioni nazionali
- Campionato inglese di seconda divisione: 1

Tottenham: 1949-1950
- Campionato inglese: 1

Tottenham: 1950-1951
- FA Charity Shield: 1

Tottenham: 1951